# Муравьёво (разъезд)
Муравьёво — разъезд на линии Москва — Рига Октябрьской железной дороги. Расположен в деревне Муравьёво Ржевского района Тверской области. Входит в Московский центр организации работы железнодорожных станций ДЦС-1 Октябрьской дирекции управления движением.
Является самой дальней конечной станцией для электропоездов Рижского направления московской пригородной зоны